# Mano Bouzamour
Mano Bouzamour (Amsterdam, 19 maart 1991) is een Nederlands schrijver en columnist.

## Biografie
Mano Bouzamour groeide op in een gastarbeidersgezin in de Amsterdamse wijk De Pijp. Zijn beide ouders komen uit Marokko. Hij kreeg zijn opleiding aan de Derde Dalton Alberdingk Thijmschool (1995-2003) en aan de havo van het Hervormd Lyceum Zuid (2003-2010).

## Literaire loopbaan
Bouzamour debuteerde in 2013 met zijn roman De belofte van Pisa. In 2017 volgde 3PAK (witte donderdag), het boekenweekgeschenk voor jongeren. In 2018 verscheen zijn tweede roman Bestsellerboy, waar in 2022 een televisieserie van uitkwam geregisseerd door Norbert ter Hall.
Als columnist schrijft hij vanaf 2014 voor Het Parool, Elle en Cosmopolitan.